# Liste der Bischöfe von Skálholt
Die folgenden Personen waren Bischöfe von Skálholt (Island):

## Römisch-Katholische Bischöfe vor der Reformation
- 1056–1080: Ísleifur Gissurarson
- 1082–1118: Gissur Ísleifsson
- 1118–1133: Þorlákur Runólfsson
- 1134–1148: Magnús Einarsson
- 1152–1176: Klængur Þorsteinsson
- 1178–1193: Þorlákur Þórhallsson
- 1195–1211: Páll Jónsson
- 1216–1237: Magnús Gissurarson
- 1238–1268: Sigvarður Þéttmarsson (Norweger)
- 1269–1298: Árni Þorláksson
- 1304–1320: Árni Helgason
- 1321–1321: Grímur Skútuson (Norweger)
- 1322–1339: Jón Halldórsson (Norweger)
- 1339–1341: Jón Indriðason (Norweger)
- 1343–1348: Jon Sigurðsson
- 1350–1360: Gyrðir Ívarsson (Norweger)
- 1362–1364: Þórarinn Sigurðsson (Norweger)
- 1365–1381: Oddgeir Þorsteinsson (Norweger)
- 1382–1391: Mikael (Däne; der erste vom Papst geweihte Bischof von Skálholt)
- 1391–1405: Vilchin Hinriksson (Däne)
- 1406–1413: Jón (norwegischer Abt)
- 1413–1426: Árni Ólafsson der milde
- 1426–1433: Jón Gerreksson (Däne)
- 1435–1437: Jón Vilhjálmsson Craxton (Engländer; vorher Bischof von Hólar)
- 1437–1447: Gozewijn Comhaer (Holländer)
- 1448–1462: Marcellus (Deutscher; kam nie nach Island). Ihn vertrat bis 1457 Gottskálk Keneksson von Hólar, danach bis 1459 Mattheus, Bischof von Hólar, dessen Weihe ungewiss ist, danach Andreas Grænlendingarbiskup bis 1462.
- 1462–1465: Jón Stefánsson Krabbe (Däne)
- 1466–1475: Sveinn spaki Pétursson
- 1477–1490: Magnús Eyjólfsson
- 1491–1518: Stefán Jónsson
- 1521–1541: Ögmundur Pálsson
- 1537 Sigmundur Eyjólfsson (starb unmittelbar nach der Weihe)

## Evangelisch-lutherische Bischöfe nach der Reformation
- 1540–1548: Gissur Einarsson
- 1549–1557: Marteinn Einarsson
- 1558–1587: Gísli Jónsson
- 1589–1630: Oddur Einarsson
- 1632–1638: Gísli Oddsson
- 1639–1674: Brynjólfur Sveinsson
- 1674–1697: Þórður Þorláksson
- 1698–1720: Jón Vídalín
- 1722–1743: Jon Árnason
- 1744–1745: Ludvig Harboe (Däne)
- 1747–1753: Ólafur Gíslason
- 1754–1785: Finnur Jónsson
- 1785–1796: Hannes Finnsson
- 1797–1801: Geir Vídalín (lebte in Reykjavík)

## Titularbischöfe von Skálholt der Isländischen Staatskirche
- 1909–1930:  Valdimar Briem, Stóra-Núpi
- 1931–1936:  Sigurður P. Sívertsen, Professor in Reykjavík
- 1937–1965:  Bjarni Jónsson, Reykjavík
- 1966–1983:  Sigurður Pálsson, Selfoss
- 1983–1989:  Ólafur Skúlason, Reykjavík.
- 1989–1994:  Jónas Gíslason, Skálholt
- 1994–2010:  Sigurð Sigurðarson , Skálholt
- 2011 – :  Kristján Valur Ingólfsson, Skálholt
- 2018 – : Kristján Björnsson, Skálholt